# Štěpánovice, Brno-venkov
Štěpánovice là một làng thuộc huyện Brno-venkov, vùng Jihomoravský, Cộng hòa Séc.